# Jazz Samba
Jazz Samba е боса нова албум на тандема Стан Гец – Чарли Бърд, издаден от Върв на 20 април 1962 г.
Това е първият важен боса нова албум, появил се на американската джаз сцена. С него се задейства ентусиазмът по боса новата в САЩ, който е в апогея си в средата на 60-те години. Макар Стан Гец да е водещата звезда в албума, албумът е силно вдъхновен и проектиран от китариста Чарли Бърд. Към тях се присъединяват два контрабасисти – Китър Бетс и Джийн Бърд, братът на Чарли; както и двама барабанисти (Бъди Депъншмит и Бил Райкенбах). Записът е направен в унитаристката Църква за всички души във Вашингтон на 13 февруари 1962 г., а на бял свят излиза на 20 април същата година с каталожен номер Verve LP V6-8432.
Макар че често музиката е приписвана на Антониу Карлус Жобим, само две от седемте композиции са негови (Desafinado и Samba de Uma Nota Só). Остатъкът е дело на други бразилски композитори и на Чарли Бърд. Гец печели Грами за най-добро джаз изпълнение през 1963 с Desafinado и впоследствие създава много други боса нова записи, главно с Жуау Жилберту и Аструд Жилберто.